# Чавдар Ценов
Чавдар Ценов е български писател.

## Биография
Роден е в София на 24 март 1956 г. Завършва 9-а френска езикова гимназия „Алфонс дьо Ламартин“ и българска филология в Софийския университет.
Работил е като учител по български език и литература, редактор във вестник „Литературен форум“, в Националния институт за паметници на културата, в издателство, като коректор и репортер във всекидневници, бил е началник на отдел и директор на дирекция в държавната администрация, координатор на проекта „Разбираема България“. Редактор е на учебници по литература в издателство „Клет – България“.
Превеждал е от френски език автори като Емил Дюркем, Симон Вейл, Жак Атали и други, бил е сред сценаристите на полския сериен филм „Дълбока вода.
Автор е на книгата „Удавената риба“, наречена съчинение, на сборниците с разкази „Черно под ноктите“, „Щраусовете на Валс“ и „Другата врата“, на романите „Кучета под индиго“, „Накъде тече реката“ и "Убийство на булевард "Стамболийски", на сборника с малки новели „Отклонения наесен“, както и на повестта "Старецът трябва да умре".
Книгите му са номинирани за много награди: Роман на годината, „Елиас Канети“, „Перото“, „Хеликон“. Два пъти е награждаван с Националната литературна награда „Христо Г. Данов“ (2015 и 2019 г.), получавал е Годишната награда на „Портал Култура“, наградата на „Литературен форум“, а през май 2019 г. проф. Светлозар Игов му присъжда „Дъбът на Пенчо“ за неговата проза.
Негови разкази са превеждани на унгарски, немски, испански, македонски и нидерландски език.